# Victor Langlois

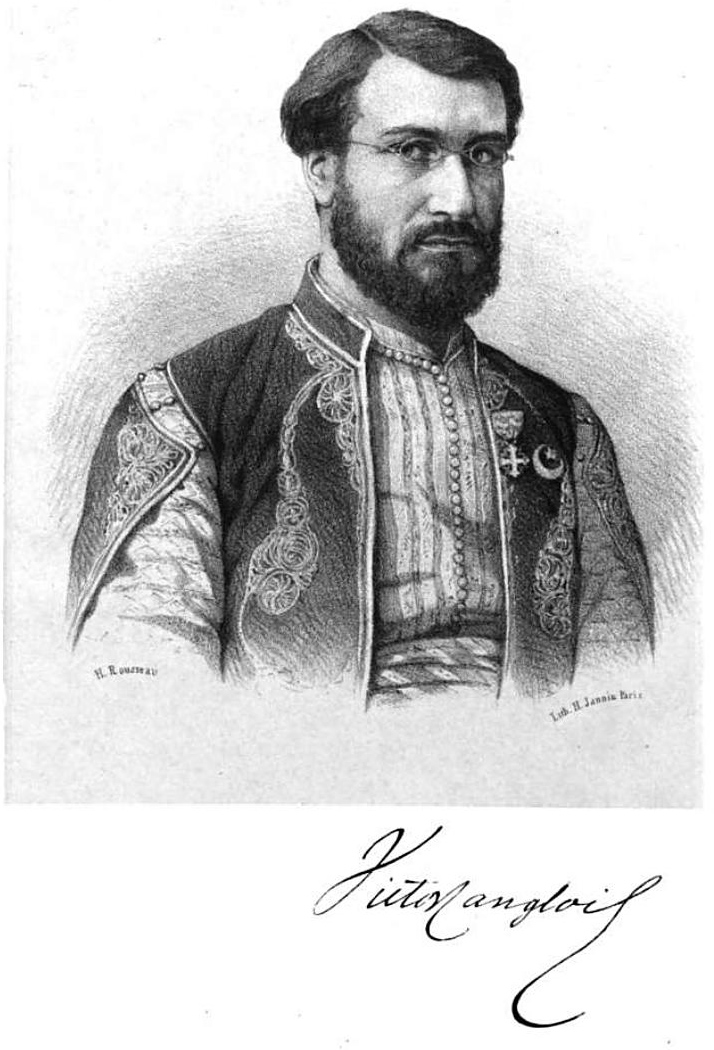
Victor Langlois, Lithographie von H. Jannin

Victor Langlois (* 20. Mai 1829 in Dieppe; † 14. Mai 1869 in Paris) war ein französischer Orientalist, Historiker und Numismatiker, der sich insbesondere um die Erforschung der Geschichte Armeniens verdient gemacht hat.
Victor Langlois studierte an der École nationale des chartes und an der École des langues orientales. Er bereiste 1852–1853 Kilikien im Auftrag des französischen Regenten Louis Napoleon und veröffentlichte 1861 darüber den Reisebericht Voyage dans la Cilicie et les montagnes du Taurus, darin die Kopien von zahlreichen dort gefundenen römischen, byzantinischen und armenischen Inschriften und Zeichnungen von einigen Ruinenstätten. Später war er Autor von Schriften zur Numismatik vornehmlich Armeniens sowie zur armenischen Geschichte. Er betätigte sich auch als Übersetzer armenischer Geschichtswerke. Er lehrte am Collège de France.

## Schriften (Auswahl)
- Rapport sur l’exploration archéologique de la Cilicie et de la Petite-Arménie pendant les années 1852–1853. Imprimerie Nationale, Paris 1854, (Digitalisat).
- Essai historique et critique sur la constitution sociale et politique de l’Arménie sous les rois de la dynastie roupénienne (= Mémoires de l’Académie Impériale des Sciences de Saint-Pétersbourg. Serie 7, Bd. 3, Nr. 3, ZDB-ID 975259-6). s. n., St. Petersburg, 1860, (Digitalisat).
- Voyage dans la Cilicie et dans les montagnes du Taurus: exécuté pendant les années 1851–1853. Duprat, Paris 1861, (Digitalisat).
- Étude sur les sources de l’Histoire d’Arménie de Moïse de Khorĕne. In: Bulletin de l’Académie Impériale des Sciences de Saint-Pétersbourg. Bd. 3, 1861, ZDB-ID 131755-6, Sp. 531–583.
- Notice sur le couvent arménien de l’île S. Lazare de Venise suivie d’un aperçu sur l’histoire et la littérature de l’Arménie. Académie de Saint-Lazare, Venedig 1863, (Digitalisat).
- Mémoire sur la vie et les écrits du Prince Grégoire Magistros, duc de la Mésopotamie, auteur arménien du XIe siècle. In: Journal asiatique. Serie 6, Bd. 13, 1869, S. 5–64.
- Collection des historiens anciens et modernes de l’Arménie publiés en français. 2 Bände. Firmin-Didot, Paris 1867–1869, (Digitalisate: Band 1, Band 2).
- Historicorum Graecorum et Syriorum reliquiae in Armeniorum scriptis servatae (= Fragmenta historicorum Graecorum Bd. 5, 2). Didot, Paris 1884, (Digitalisat).